# Ruinas de Banitsa
Las ruinas de Banitsa (en griego: Καρυαί - Karié) es un antiguo pueblo abandonado en la unidad regional Serres, al norte de Grecia. Sus ruinas se encuentran a unos 15 km al noreste de la localidad de Serres, cerca del pueblo actual de Oreini, en la ladera sur de los montes Vrontous. Durante el período otomano tenía una población búlgara. La aldea fue destruida por el ejército griego durante la segunda guerra de los Balcanes, y la población emigró a Bulgaria. 
Banitsa fue el lugar de la muerte del revolucionario Gotse Delchev, que murió en un enfrentamiento con las fuerzas policiales otomanas el 4 de mayo de 1903.